# Souvenirs (The Gathering)
Souvenirs is een studioalbum van de Nederlandse rockband The Gathering, uitgebracht in 2003.
De opname van dit album heeft plaatsgevonden gedurende ongeveer twee jaar. Het was hun eerste album voor hun eigen platenlabel Psychonaut Records.

## Nummers
1. These Good People
2. Even The Spirits Are Afraid
3. Broken Glass
4. You Learn About It
5. Souvenirs
6. We Just Stopped Breathing
7. Monsters
8. Golden Grounds
9. Jelena
10. A Life All Mine

## Bezetting
- Anneke van Giersbergen
- René Rutten
- Frank Boeijen
- Hans Rutten
- Hugo Prinsen Geerligs

### Gastmuzikanten
- Trickster G
- Wouter Planteijdt
- Mathias Eick
- Kid Sublime
- Michael Buyens
- Dorothy